# جائزة الذكرى السبعون الكبرى
جائزة الذكرى السبعون الكبرى (بالإنجليزية: 70th Anniversary Grand Prix)‏ هو سباق فورمولا 1
أقيم بتاريخ 9 أغسطس 2020 في حلبة سلفرستون، المملكة المتحدة، وكان السباق 5 من أصل 17 في بطولة العالم لسباقات فورمولا 1 موسم 2020، وكان أول المنطلقين فالتيري بوتاس.
فاز بالمركز الأول  ماكس فيرستابين، وكان صاحب أسرع لفة لويس هاملتون بزمن قدرة 88.451 ثانية.